# Kerry Joy Stewart
Kerry Joy Stewart ist eine britische Theater- und Filmschauspielerin.

## Leben
Joy Stewart spielte auf Bühnen unter anderen im Cardiff Sherman Theatre, dem Theatr Clwyd,  oder auch dem The Duke of York's Theatre. Ihre erste Fernsehrolle hatte sie in drei Episoden der Fernsehserie Jack of Hearts in der Rolle der Janice 1999. Im gleichen Jahr wirkte sie im Fernsehfilm The Flint Street mit. 2010 spielte sie in drei Episoden der Fernsehserie Combat Kids mit. 2017 hatte sie in King Arthur: Excalibur Rising eine größere Rolle, wo sie die Ziehmutter des Protagonisten spielte.

## Filmografie
- 1999: Jack of Hearts (Fernsehserie, 3 Episoden)
- 1999: The Flint Street Nativity (Fernsehfilm)
- 2001: Magic Grandad (Fernsehserie, Episode 3x02)
- 2003–2004: The Story of Tracy Beaker (Fernsehserie, 2 Episoden)
- 2004: Casualty (Fernsehserie, Episode 3x02)
- 2005: Dad (Fernsehfilm)
- 2005: The Last Child of the Sixties (Kurzfilm)
- 2007: High Hopes (Fernsehserie, Episode 5x01)
- 2010: Royal Wedding (Fernsehfilm)
- 2010: Combat Kids (Fernsehserie, 3 Episoden)
- 2011: Made in Wales (Fernsehserie, Episode 3x03)
- 2013: Trollied (Fernsehserie, Episode 3x04)
- 2017: King Arthur: Excalibur Rising

## Theater (Auswahl)
- 1999: Mad Margaret's Marketing Mistake (Edinburgh Festival Theatre Pleasance)
- 2002: Silas Marner (Theatr Clwyd)
- 2002: An Enemy Of The People (Theatr Clwyd)
- 2006: A Christmas Carol (National Theatre Wales)
- 2006: A Child's Christmas In Wales (National Theatre Wales)
- 2011: Under Milk Wood: Live on Air (Splice Productions)
- 2016: Tonto Evans (Black Rat Productions)
- 2018: Here (Greenwich Theatre)